# Pequeño perro ruso

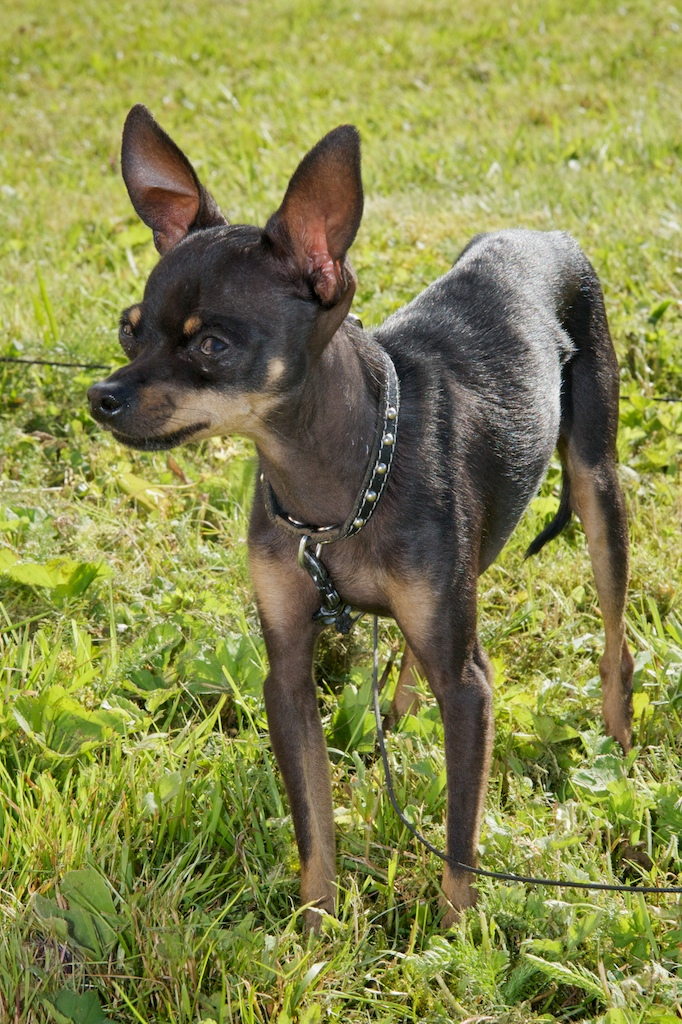
Variedad de pelo corto.

El Pequeño perro ruso, Miniatura ruso (o Russkiy Toy, en ruso: Русский той) es una raza poco frecuente de perro creada de forma aislada en Rusia a partir del antiguo English Toy Terrier, conocido hoy día en Estados Unidos con el nombre de Manchester terrier. 
Existen dos tipos de Miniatura ruso: con el pelo corto y largo, y han sido conocidos por diferentes nombres hasta conseguir el nombre estándar de Russkiy Toy en el año 2000. La raza se dividió en dos desde el principio, la primera rama durante los años 1920 con la llegada del comunismo -debido a la identificación tradicional de los perros miniatura con la aristocracia- y una segunda rama en los años 1990 con la llegada de nuevas razas extranjeras tras la caída del muro de Berlín en 1989. La variedad de pelo suave y corto es anterior a la de pelo largo, que apareció en 1958.
Hasta los años 1990, la raza era desconocida fuera de Rusia, de modo que se conocen pocos detalles sobre su salud. Se creó como un ratonero y perro de guarda; esto último puede comprobarse en la vocalización que tiene esta raza. 
Perro amigable, muy unido a la familia, ha sido reconocido por algunos clubs caninos, estando registrado en el Foundation Stock Service Program del American Kennel Club. Debido a su tamaño y otras similitudes con el Chihuahua, los dos son comparados fácilmente.